# Didemnum crescente
Didemnum crescente är en sjöpungsart som beskrevs av Kott 200. Didemnum crescente ingår i släktet Didemnum och familjen Didemnidae. Inga underarter finns listade i Catalogue of Life.